# 케브리오네스
케브리오네스(그리스어: Κεβριόνης)는 그리스 신화에서 트로이아의 왕 프리아모스의 서자이다.
그는 이복형인 헥토르의 전차를 끄는 일을 했는데 훌륭한 전차몰이었다. 트로이아 전쟁 중 그리스군이 함선 옆에 방벽을 세웠을 때는 헥토르, 풀뤼다마스와 함께 제1부대에 소속되어있었다.
파트로클로스와의 접전에서 그는 헥토르이 마차를 몰고 돌진하다가 파트로클로스가 던진 돌에 양미간이 맞아 죽었다. 호메로스의 일리아스에는 케브리오스의 죽음이 다음과 같이 묘사되어있다.

돌이 두 눈썹을 하나로 몰아붙이고 뼈가 이를

제지하지 못하자 두 눈이 그의 발 앞 먼지속에

떨어졌다. 그러자 그는 마치 잠수부처럼

훌륭하게 만든 전차에서 굴러 떨어졌고 목숨이 그의 뼈를 떠났다.

케브리오네스의 시체를 둘러싸고 격전이 벌어졌는데 마침내 헥토르가 파트로클로스를 죽였다.